# Kungsholmens västra gymnasium
Kungsholmens västra gymnasium (förkortat KVG) är en kommunal gymnasieskola vid Rålambsvägen 34A i Marieberg på Kungsholmen i Stockholm. KVG disponerar flera byggnader på Campus Konradsberg och är Stockholms första certifierade vård- och omsorgscollege.

## Allmänt
Skolan startades den 1 november 2012 och flyttade in på Campus Konradsberg där verksamheten håller till i flera byggnader som ursprungligen uppfördes av Akademiska Hus för Lärarhögskolan i Stockholm. Efter att Lärarhögskolan lades ner omvandlade Akademiska Hus området till ett skolcampus med speciell kompetens. Husen på Campus är namngivna efter kända psykologer, pedagoger och filosofer.

## Verksamheten
I ”Hus O” (uppkallat efter Elise Ottesen-Jensen) finns KVG:s rektorer, elevexpedition, studie- och yrkesvägledarna, specialpedagog, kurator och skolsköterskor tillsammans med eleverna som går natur- och samhällsprogrammen. Högst upp på fjärde planet ligger skolans bibliotek. Byggnaden ritades av arkitekt Johan Celsing. Skolans aula och matsal ligger i ”Hus K” (uppkallat efter Ellen Key) som ritades av Brunnberg & Forshed arkitektkontor. Gymnasiets vård- och omsorgsprogram samt språkintroduktion har sina lokaler norr om Manillaskolans byggnad i ”Hus F, G och Z” som även den gestaltades av Brunnberg & Forshed.
Skolan har omkring 1050 gymnasieelever. Skolan fokuserar på Kunskap, Vetenskap och Gemenskap. Sedan höstterminen 2017 är KVG även en så kallad FN-skola.

## Bilder

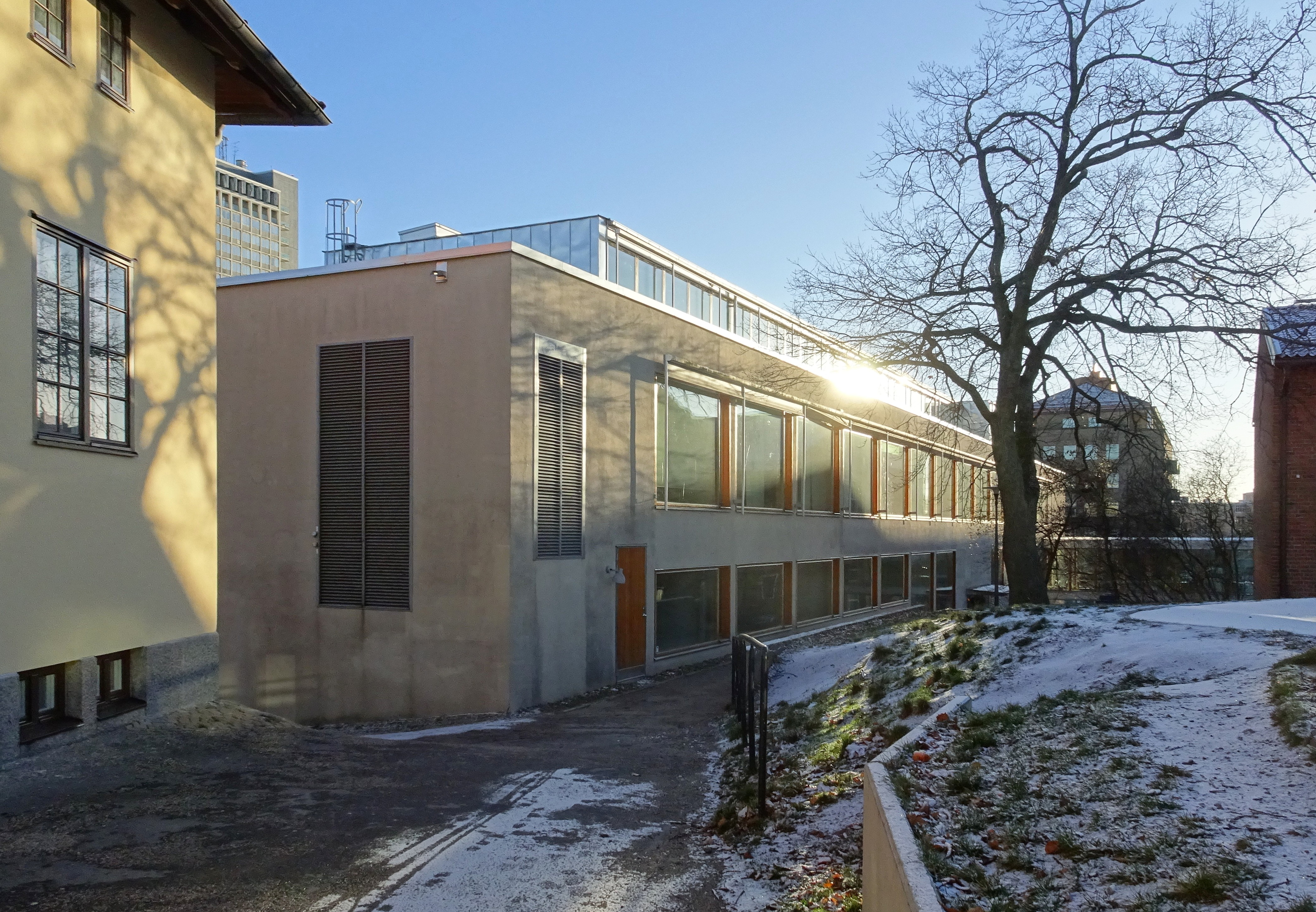
”Hus O”
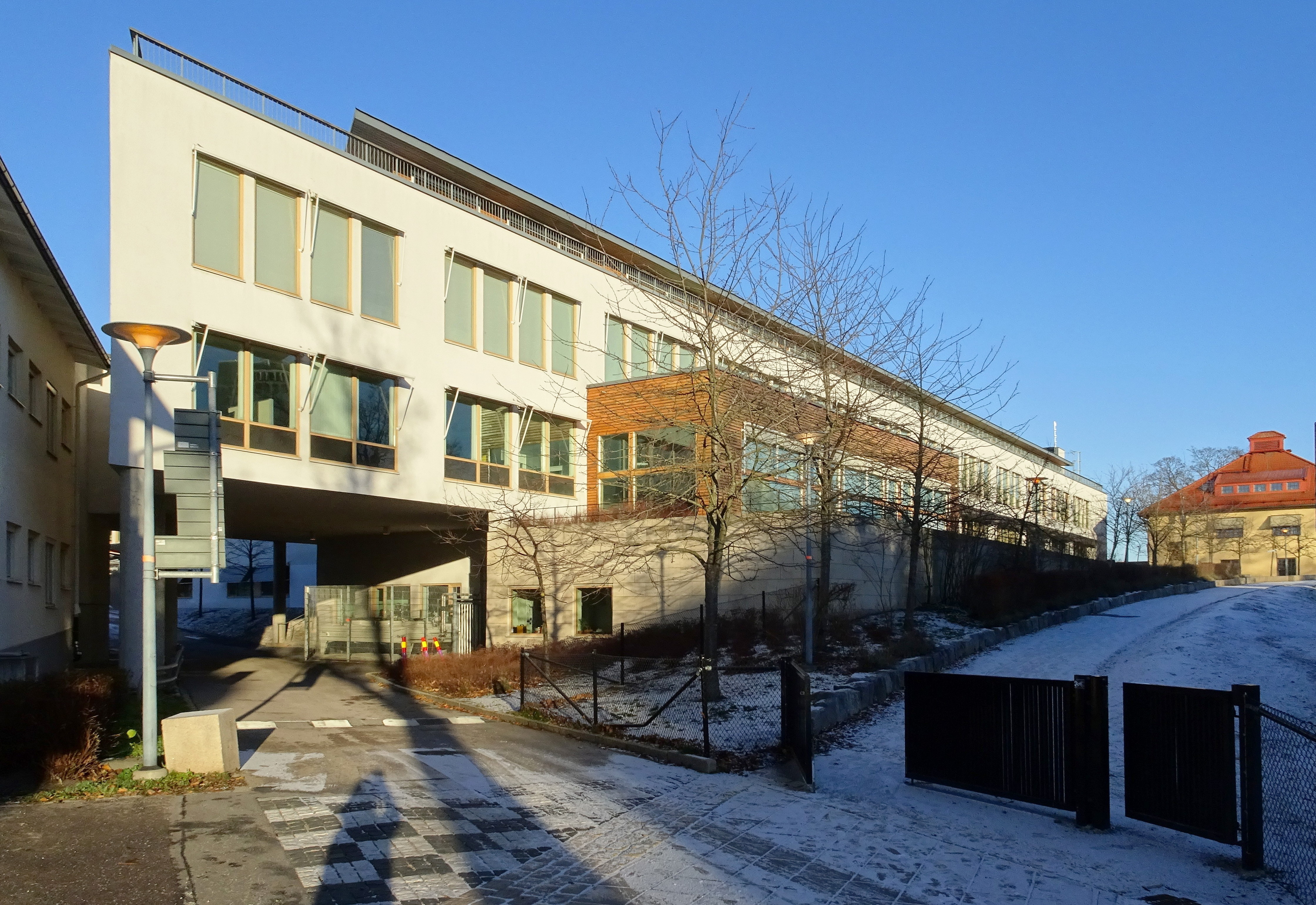
”Hus K”
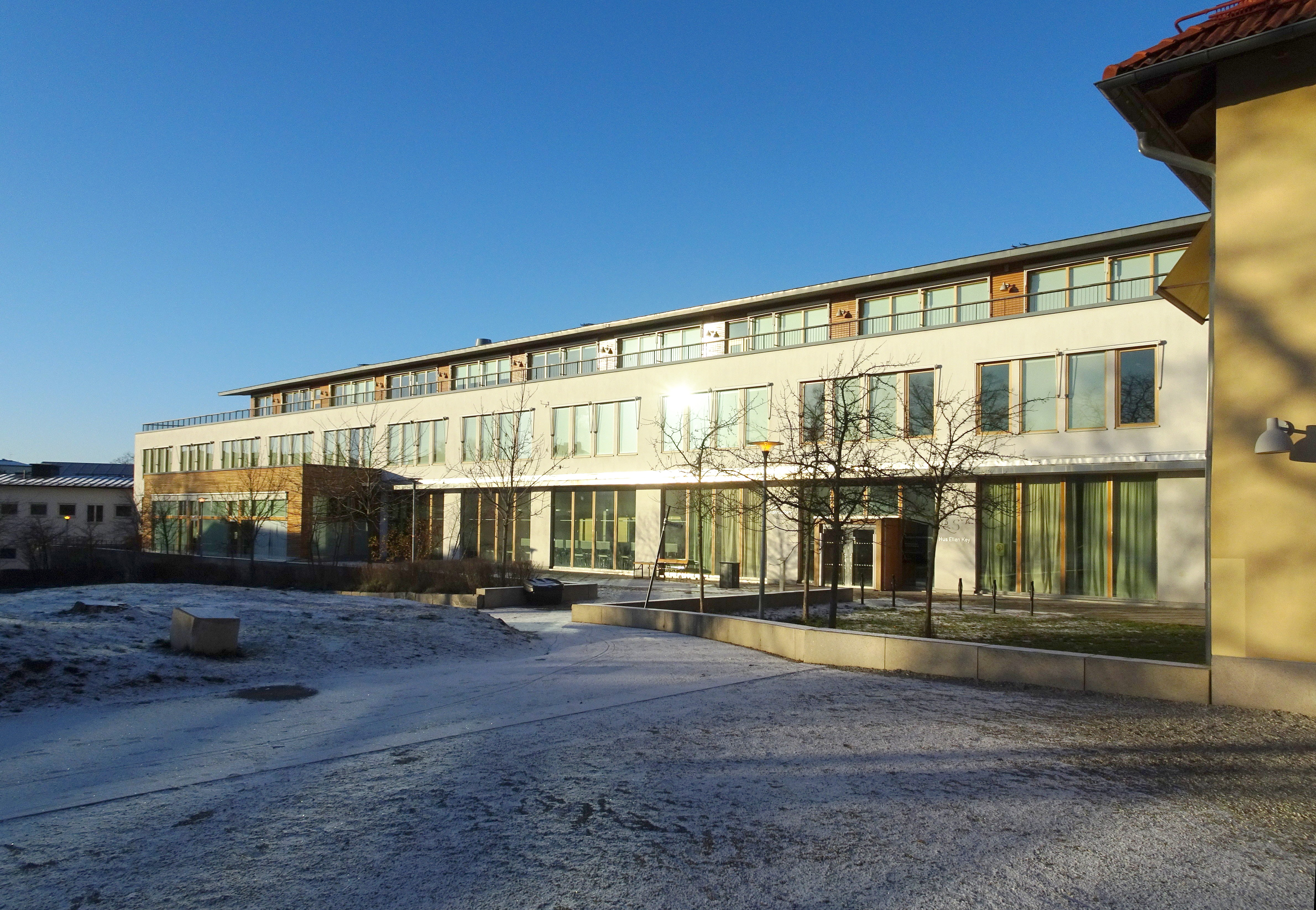
”Hus K”
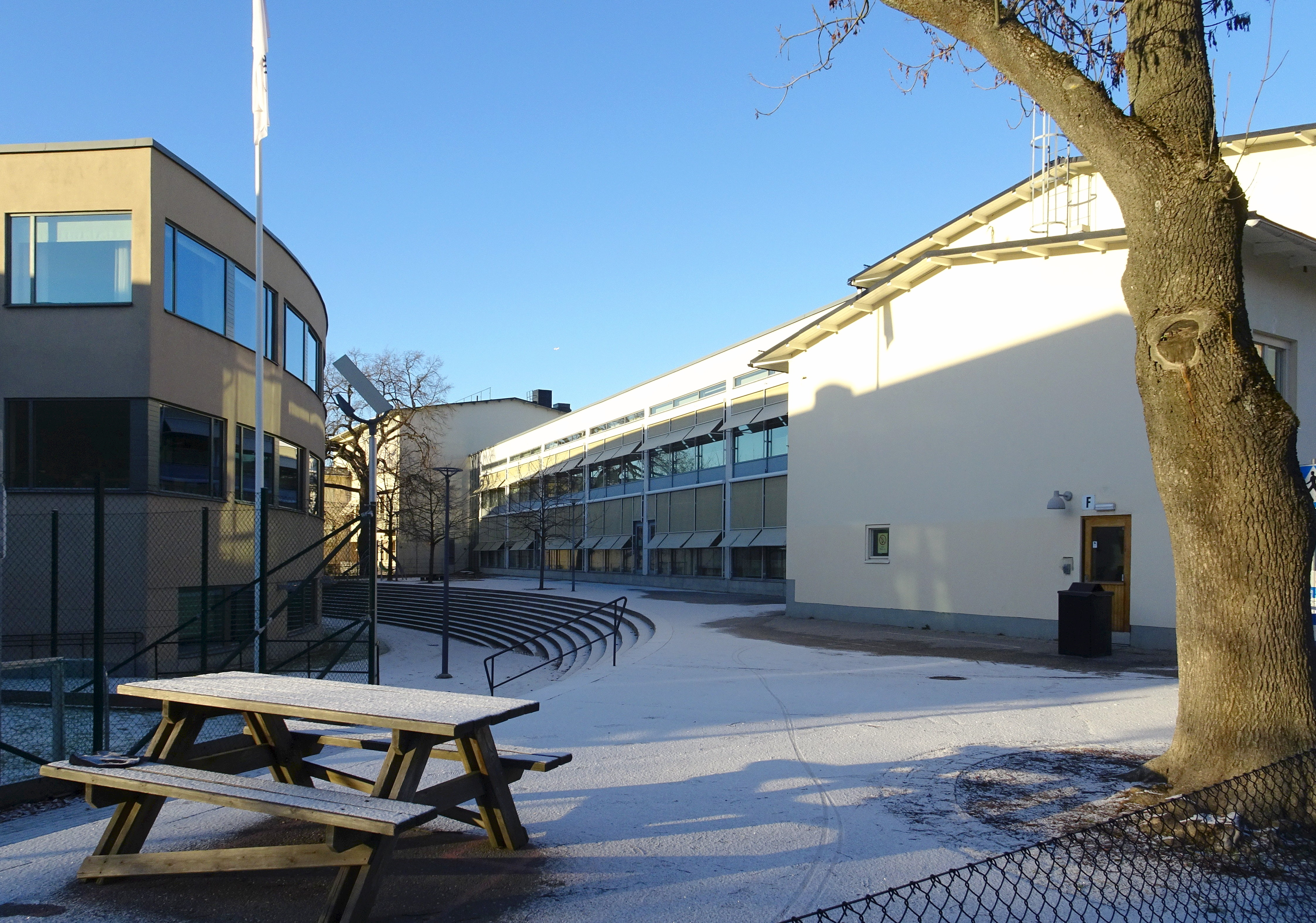
”Hus F, G och Z”